# Mausoléo
Mausoléo (korsisch U Musuleu; italienisch Mausoleo) ist eine Gemeinde auf der französischen Insel Korsika. Sie gehört zur Region Korsika, zum Département Haute-Corse, zum Arrondissement Calvi und zum Kanton L’Île-Rousse.

## Geografie
Der Dorfkern liegt auf ungefähr 720 Metern über dem Meeresspiegel im korsischen Gebirge. Die Gemeinde grenzt  im Norden an Pioggiola,  im Osten und Süden an Olmi-Cappella sowie im Westen an Calenzana.
Im Süden bildet der Fluss La Tartagine die Grenze zu Olmi-Chapella. Dieser nimmt den Melaja auf, der im Nordwesten die Gemeindegrenze bildet. Örtliche Erhebungen heißen
- Punta di Sordali (1845 m),
- Cima all'Altare (1781 m),
- Cima Gallichiccia (1279 m),
- Cima Pagliaghju (1183 m).

## Bevölkerungsentwicklung
| Jahr      | 1962 | 1968 | 1975 | 1982 | 1990 | 1999 | 2005 | 2012 |
| --------- | ---- | ---- | ---- | ---- | ---- | ---- | ---- | ---- |
| Einwohner | 70   | 67   | 49   | 38   | 14   | 11   | 12   | 17   |

## Sehenswürdigkeiten
- Kirche San-Salvadore bzw. Saint-Sauveur aus dem 16. Jahrhundert

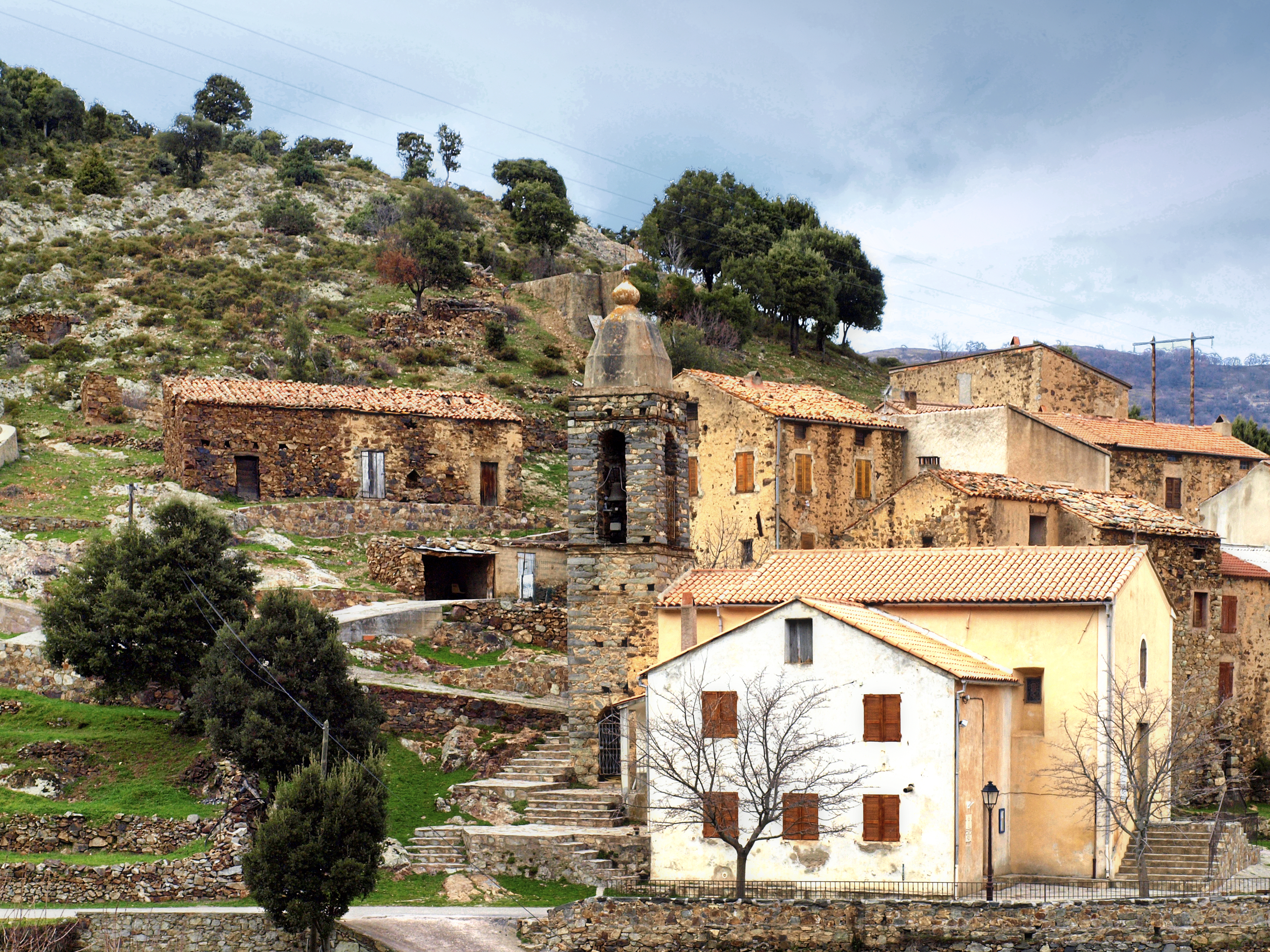
Kirche San-Salvadore

## Brauchtum
Das Fest des heiligen Jean-Baptiste wird jeweils am 24. Juni durchgeführt.

## Film
Der Film "Das Haus auf Korsika" (Originaltitel: "Au cul du loup") von Paul Duculot spielt zum Teil in Mausoleo.